# 결장허혈
결장허혈은 결장(대장)의 허혈상태로 인해 발생하는 염증을 뜻한다. 결장허혈은 장관허혈의 가장 흔한 형태이며 대부분 일시적으로 발생하고 저절로 호전되기 때문에 잘못 진단되거나 진단하지 못하는 경우도 많다.

## 원인
많은 경우에 원인을 알기 어려우나 대동맥 수술 후, 동맥경화성 질환이 있는 경우 또는 일시적인 저혈압을 유발시킬수 있는 상황에서 발생한다. 또한 경구 피임약 복용, 코카인 남용, 유전적 응고장애, 장거리 달리기, 거대세포바이러스(CMV)나 O157:H7 등의 감염이 있는 경우에도 관련이 있는 것으로 알려져 있다.

## 병태생리
결장 허혈은 일시적 허혈, 만성적 허혈, 그리고 괴저의 형태로 나타난다. 허혈이 점막에만 국한되는 경우 일시적 허혈이며 완전히 회복될 수 있다. 하지만 허혈이 장벽의 근육층까지 침범할 경우 회복 과정에서 섬유화된 조직으로 대체되며 이로 인해 협착을 초래한다. 만약 허혈이 장벽의 전층을 포함하는 경우 괴저상태가 되어 천공을 초래하게 된다.